# Конституційно-демократична партія (Росія)

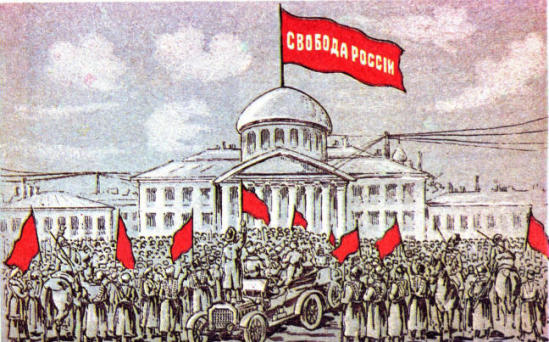
Партійний плакат 1917 року

Конституці́йно-Демократи́чна Па́ртія (Кадети — за першими літерами перших двох слів К і Д) (рос. Конституционно-демократическая партия) — російська ліберальна партія, з квітня 1906:  — Партія народної свободи.

## Головні пункти програми
У політичній частині програма кадетів виступала за перетворення Росії в конституційну і парламентарну монархію з кабінетом міністрів, відповідальним перед двопалатним парламентом, що вибирався на основі всезагального виборчого права. Програма партії включала вимоги свободи слова, совісті, зібрань, недоторканості особи та життя тощо
У національному питанні кадети визнавали право на розвиток національної культури неросійських народів, але були проти перебудови Росії на засадах автономії чи федерації (автономні права в межах імперії визнавалися лише за Польщею і Фінляндією).
На початку 1914 лідер кадетів П. Мілюков виступив на засіданнях Думи проти заборони святкування 100-річчя з дня народження Т. Шевченка. Третина програми партії (19 параграфів із 57) була присвячена соціальній політиці. Її аграрна частина передбачала наділення землею безземельних і малоземельних селян за рахунок державних, удільних, кабінетських та монастирських земель, а також часткового відчуження приватновласницьких угідь за умови компенсації їх власникам державою за справедливою, а не ринковою вартістю.
У робітничому питанні програма вимагала поширення законодавства на всі види найманої праці, поступового введення 8-годинного робочого дня, права робітників на страйки і утворення організацій, обов'язкового державного страхування тощо. Кадети виступали прихильниками мирного, конституційного розвитку Росії, відмовляючись від радикальних методів боротьби з урядом.

## Історія до 1917

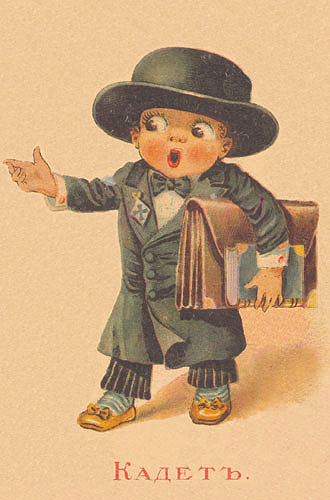
Поштівка, присвячена виборам до I Державної думи (1906)

Установчий з'їзд партії відбувся в жовтні 1905 у Москві. Ядро партії складали члени «Союзу Визволення» та «Союзу Земців-Конституціоналістів», нелегальних ліберальних організацій, що існували протягом 1903 — 1905. Остаточно партія конституювалася на другому з'їзді у січні 1906, що проходив у Петербурзі. Були внесені поправки до програми партії та обраний її Центральний Комітет. Друковані органи партії — газета «Речь» (1906 — 1918) і журнал «Вестник Партии Народной Свободи» (1906 — 1908; 1917). Головну роль у керівництві партії відігравали П. Мілюков, В. Маклаков, А. Шингарьов, П. Струве, Й. Гессен, В. Набоков, кн. Д. Шаховськой, кн. Павло і Петро Долгорукови, І. Петрункевич та ін.
У 1906 партія налічувала 70-100 тис. членів. У І Державній Думі кадети здобули 179 із 478 депутатських місць і стали керівним центром Думи. Її головою було обрано кадета С. Муромцева. У II Державній Думі партія кадетів одержала 98 із 518 місць, зберігаючи роль «центру». Головою Думи став Ф. Головін. Маючи 54 депутатські мандати у III Державній Думі, кадети перебували в опозиції до уряду. В IV Державній Думі партія була представлена 58 депутатами (всього обрано 438), але значно активізувала свою парламентську діяльність і винесла на розгляд Думи ряд важливих законопроєктів — про свободу совісті й преси, недоторканість особи, загальне виборче право та ін. З початком Першої світової війни 1914—1918 кадети, які раніше, виступали проти можливої участі Росії у війні, заявили про своє об'єднання з урядом і про необхідність відкласти політичну боротьбу до переможного завершення війни.
Лютнева революція 1917 змінила становище партії кадетів, яка відіграла помітну роль у діяльності Тимчасового Уряду, сформованого 2(15) березня 1917. До його першого складу від кадетів увійшли П. Мілюков, А. Шингарьов, М. Некрасов, О. Мануйлов. До нового уряду, сформованого 5(18) травня 1917, входили члени партії А. Шингарьов, М. Некрасов, О. Мануйлов, Д. Шаховской. Представники кадетів (Ф. Кокошкін, С. Ольденбург, П. Юреньов, А. Карташов) були у складі нового каоліційного уряду, утвореного 24 липня (6 серпня) 1917. Член центрального комітету партії Микола Астров став московським міським головою. В 1917 в партії налічувалось блилько 50 тис. членів.

## Кадети в Україні
В Україні ідеї кадетів поширювалися, в основному, в середовищі наукової інтелігенції. До партії належав ряд відомих українських діячів, серед яких В. Вернадський, І. Лучицький, Ю. Соколовський, Л. Яснопольський, В. Науменко, Б. Бутенко, Ф. Штейнгель, І. Шраг, Д. Григорович-Барський, П. Смирнов, М. Василенко та ін.
Станом на весну 1906, чисельність кадетів в Наддніпрянщині складала майже 8000 осіб. У Києві кадети видавали газету «Свобода і Право». Перед 1917 роком найчисленніший київський партійний осередок кадетів налічував близько 200 осіб.
Намагаючись перебудувати Росію у демократичну республіку, більшість кадетів водночас виступали проти національно-політичних вимог Української Центральної Ради. У 1918 кадети М. Василенко, А. Ржепецький, С. Гутник, Б. Бутенко, Ю. Соколовський, І. Кістяківський входили до складу Ради Міністрів Української Держави.

## Історія після 1917
Після захоплення влади більшовиками 28 листопада (11 грудня) 1917 радянський уряд видав декрет, що проголошував кадетів «партією ворогів народу». Керівники партії підлягали арешту і суду революційного трибуналу. Кадети пішли у підпілля, брали активну участь у «білому» русі. Частина членів партії емігрували за кордон. У травні 1921 в Парижі відбувся з'їзд членів ЦК партії, який закінчився розколом. На чолі «демократичної групи», яка в 1924 оформилася в «республікансько-демократичне об'єднання», став П. Мілюков. Друга частина членів партії на чолі з Й. Гессеном і А. Камінкою групувалася навколо газети «Руль».
На початку 1990-х рр. діяльність партії в Росії була відновлена. Лідером партії є М. Астаф'єв.